# Palágyi Tivadar (szabadalmi ügyvivő)
Palágyi Tivadar (Szár, 1923. november 13. – 2023. október 3.)  okleveles vegyészmérnök, szabadalmi ügyvivő, a Danubia Szabadalmi és Védjegyiroda Kft. tagja, műszaki főtanácsos, m. kir. utász hadnagy, nyugalmazott mérnök alezredes,  a MIE alapító tagja, az AIPPI Magyar Csoportjának főtitkára, majd elnöke. A magyar iparjogvédelem történetének kiemelkedő személyisége volt. 

## Életpályája
Édesapja jegyző, nagyapja katonatiszt volt az Osztrák–Magyar Monarchia hadseregében.
1944. augusztusában utász hadnaggyá avatták. 1944 decemberében  szovjet hadifogságba került, majd a hadifogság után 1945 márciusában az újonnan megalakított ún. demokratikus hadsereg kötelékébe lépve 1945 augusztusában aknaszedés közben elveszítette bal lábfejét.
A második világháború után a Műszaki Egyetem Vegyészmérnöki Karának elvégzését követően a Haditechnikai Intézetben dolgozott 1957. január 1-ig. A Danubia Szabadalmi Irodában vállalt szabadalmi ügyvivői állást 1963-tól. Tagja volt a Danubia Szabadalmi és Védjegyiroda Kft. cégnek.
A hazai szabadalmi ügyvivőképzés meghatározó személyisége volt.
A 2022. évi őszi MIE konferencián még előadást tartott a "Metaverzumról és a szellemi tulajdonjogok metaverzumbeli oltalmáról".
Budapesten a Farkasréti temetőben helyezték örök nyugalomra.

## Díjai, elismerései
Szakmai munkájáért számos magyar és nemzetközi elismerésben részesült:
- Jedlik Ányos-díj (1998) [2]
- Somorjay és Somlai díj
- Köztársasági Érdemkereszt arany fokozata;
- Gyémántdiploma a BME Szenátusától.

## Írásai
Számos szakcikket publikált; Külföldi hírek az iparjogvédelem területéről címmel éveken át rovatot vezetett a Szabadalmi Közlöny és Védjegyértesítőben.